# Baryconus fulleri
Baryconus fulleri är en stekelart som beskrevs av Charles Thomas Brues 1937. Baryconus fulleri ingår i släktet Baryconus och familjen Scelionidae. Inga underarter finns listade.